# Chapelle Saint-Roch (Autoire)
Pour les articles homonymes, voir Chapelle Saint-Roch.
La chapelle Saint-Roch d'Autoire est une chapelle catholique située sur le territoire de la commune d'Autoire, dans le département du Lot, en France.

## Historique
La chapelle a été construite au XVe siècle par un seigneur d'Autoire de la famille de Banze, seigneurs d'Autoire, dont les armes figurent sur le décor peint intérieur. Sa réalisation est peut-être liée à une épidémie de peste en ex-voto car saint Roch est le patron des pestiférés comme le montre l'inscription sur le linteau de la porte, côté ouest : « St ROCH POUR LA PESTE ».
L'édifice est inscrit au titre des monuments historiques le 31 décembre 2014.